# Blanca de Sicília
Blanca de Sicília (1330 - 1370), fou princesa de Sicília i comtessa consort d'Empúries (1364-1370).
Filla segona de Pere II de Sicília i d'Elisabet de Caríntia, i germana dels reis Lluis I de Sicília i Frederic III de Sicília.
Es casà el 1364 amb l'infant Joan d'Empúries, que aquell mateix any rebé el comtat d'Empúries de mans del seu pare, que es retirà de la vida pública. D'aquest matrimoni no en nasqué cap fill.